# Marius Egnatius
Marius Egnatius was één der belangrijkste leiders van de Italische bondgenoten in de Bondgenotenoorlog die uitbrak in 90 v.Chr.

## Biografie
Hij was zonder twijfel een van de twaalf militaire bevelhebbers, die jaarlijks door de bondgenoten moesten verkozen worden om te dienen onder twee consuls. Titus Livius noemt hem de leider van de Samnieten. Zijn eerste krijgsverrichting waarover wij zijn ingelicht is de inname van Venafrum, waarvan hij zich door verraad meester wist te maken, en waar hij twee cohorten versloeg. Niet lang daarna, tijdens een troepenbeweging op de Mons Massicus,  in de buurt van Teanum, kwam hij onverwacht in botsing met het leger van consul Lucius Caesar, dat hij op de vlucht joeg. De Romeinen vluchtten naar Teanum, maar verloren een groot aantal manschappen bij de overtocht van de Savo, waarover slechts één brug was geslagen. 

In de loop van het volgende jaar kwam Egnatius om het leven in een gevecht met de Romeinen onder het bevel van de praetores Cosconius en Lucceius.